# Josep Pascual Ibáñez
Josep Pascual Ibáñez, conegut com a Pepet (Borriana, 2 de febrer de 1936) és un artista faller, guanyador de diversos primers premis de Secció Especial a les Falles de València. El van apodar el Regino Mas de Borriana, sent considerat com un dels artistes fallers més importants de la història. Del seu taller han eixit la majoria d'artistes de Borriana.
Pepet comença en les falles al seu poble natal. Fa el salt a València en 1967 amb la falla del Carrer de la Conserva, en segona categoria, aconseguint un bon premi en la que era el seu examen per a entrar al gremi de València Capital. Va signar per dos anys amb el Carrer Castelló, guanyant els dos primers premis aquells dos anys, arrasant el seu segon any en competir amb una falla d'un cupido, tot i disposar d'un pressupost molt menor al del principal competidor, la falla de l'Avinguda de l'Oest. Després d'allò tant la Falla de Na Jordana com la Falla del Pilar van posar-se en contacte amb ell, decantant-se per la comissió de Velluters.
La seua obra ha destacat per la sàtira, l'ús de formes enrevesades i l'atreviment a l'hora de desafiar la gravetat amb els seus remats, arribant a discutir amb tècnics municipals per a poder plantar la Falla de l'Ajuntament en 1996.
En 2020, l'Ajuntament de Borriana decideix nomenar-lo fill predilecte de la ciutat.